# 枇杷島通
枇杷島通（びわじまとおり）は、愛知県名古屋市西区の地名。

## 歴史

### 沿革
- 1934年（昭和9年）8月15日 - 西区枇杷島町の一部により、同区枇杷島通が成立[2]。枇杷島耕地整理組合の事業による[3]。
- 1934年（昭和9年）12月15日 - 西区枇杷島町の一部を編入する[2]。
- 1987年（昭和62年）10月12日 - 大部分が西区枇杷島一丁目・枇杷島二丁目にそれぞれ編入される[4]。以降、道路・鉄道用地に一部が残存する[2]。